# قلعه سنگی بندان
قلعه سنگی بندان مربوط به دوران‌های تاریخی پس از اسلام است و در شهرستان نهبندان، بخش مرکزی، روستای بندان واقع شده و این اثر در تاریخ ۲۵ اسفند ۱۳۷۹ با شمارهٔ ثبت ۳۶۸۶ به‌عنوان یکی از آثار ملی ایران به ثبت رسیده است.